# Фащівка (Ровеньківський район)
Фа́щівка — селище в Україні, в Хрустальненській міській громаді Ровеньківського району Луганської області.

## Географічне положення
Селище розташоване на південному заході області на Донецькому кряжі, за 15 км від районного центру та за 86 км від обласного центру. Через село протікає Балка Фащівка, яка впадає в річку Міус.

## Історія
Селище засноване у 1773 році вихідцями з села Фащівки Бєлгородської губернії. Першими поселенцями були 60 сімей, висланих із Бєлгородської губернії царською владою.
До села Фащівка у 1818–1819 роках зі Слобідської України (Харківської губернії) були вислані царем Олександром I учасники повстання. У 1828—1829 роках сюди прибули переселенці з Молдови.
Радянська влада встановлена на початку 1918 року.
На території села організували три колгоспи: «Нове село», «Гострий курган» і колгосп ім. Ворошилова.
У період німецько-радянської війни все доросле населення було на фронті. У боях брало участь 962 жителі Фащівки. З них загинуло 614 чоловік, нагороджені орденами та медалями 463 особи. За героїчну працю у роки війни понад 200 жителів нагороджені медалями.
Після визволення села у трьох колгоспах залишилося 8 пар волів, 17 коней. До осені 1943 року зі старих та розбитих тракторів зібрали 4 робочі трактори. Навесні 1944 року цими тракторами, волами, кіньми, коровами засіяно 50 % усієї посівної площі.
У селищі споруджені 3 пам'ятники радянським воїнам, що віддали життя за визволення Фащівки від німецької навали.
У 1952 році три колгоспи об'єднані в один ім. Пархоменка, а в лютому 1962 року він перетворений на радгосп «Супутник».
У 1971 році до споруди середньої школи прибудована двоповерхова будівля. У 1978 році зведені новий будинок культури та церква.

## Населення

### Мова
Розподіл населення за рідною мовою за даними перепису 2001 року:
| Мова            | Кількість | Відсоток |
| --------------- | --------- | -------- |
| російська       | 3039      | 97.44%   |
| українська      | 71        | 2.28%    |
| вірменська      | 8         | 0.26%    |
| інші/не вказали | 1         | 0.02%    |
| Усього          | 3119      | 100%     |

За даними перепису 2001 року населення селища становило 3119 осіб, з них 2,28 % зазначили рідною українську мову, 97,44 % — російську, а 0,28 % — іншу.

## Сучасний стан

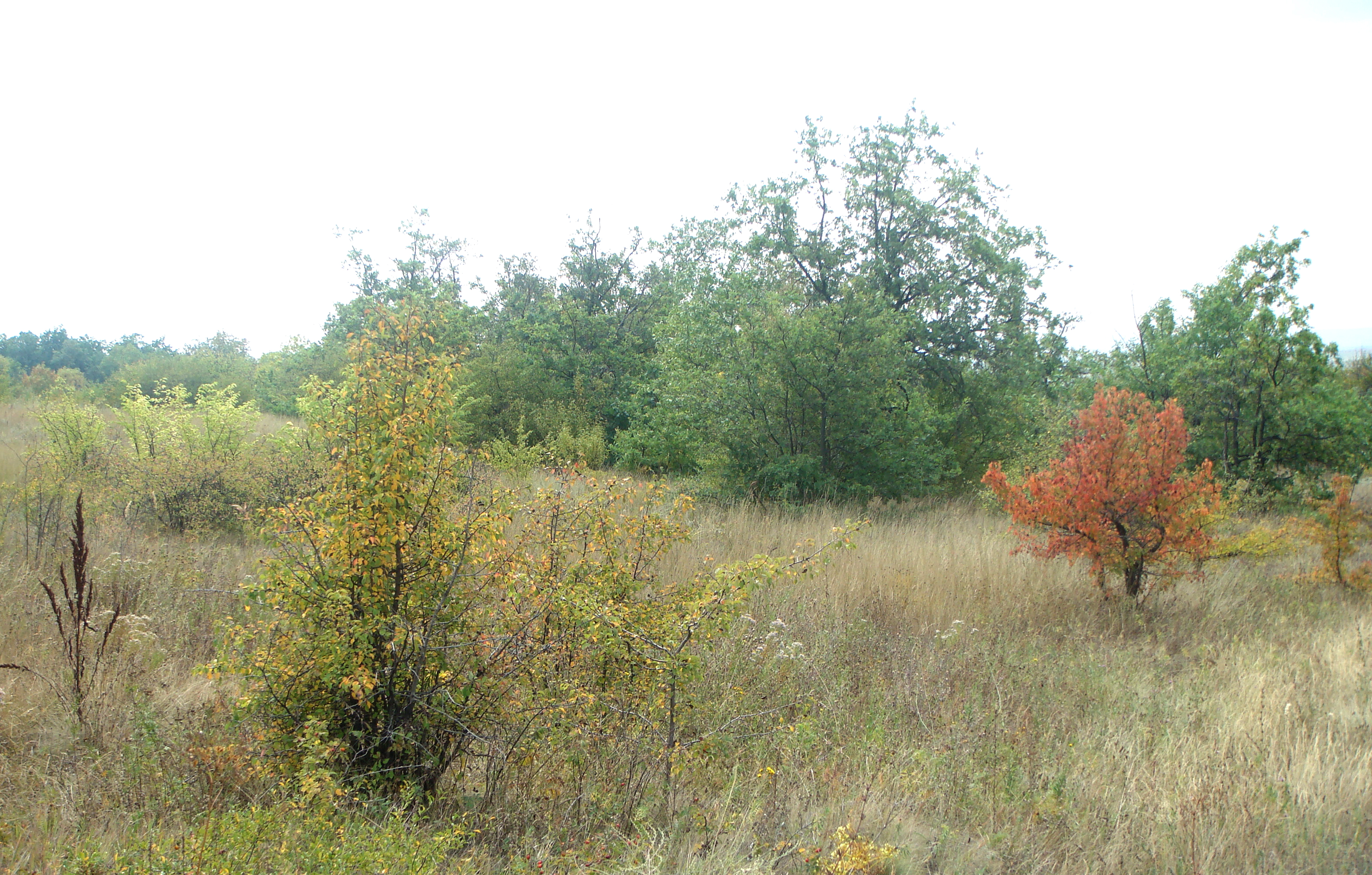
Міусинський заказник біля Фащівки: типовий краєвид місцевості

Фащівка має сполучення з м. Антрацит. У наш час радгосп «Супутник» реорганізований у колективне господарство. У селищі діє дві бібліотеки: шкільна та сільська. На території селища розташована лікарня з амбулаторним лікуванням.